# 托达人
托达人是生活于印度南部尼尔吉里丘陵的小型部落。在18世纪晚期之前，托达人与本地的其他部落，如巴达格人、科塔人、库鲁巴人等共同生活，而托达人则处于这种松散的种姓制度的上层。托达人的人口在过去的一个世纪里，一直徘徊在700人至900人之间，但是尽管他们属于印度诸多种族中人口较少的一部分，却从18世纪晚期因为“最不成比例的男女比例”和“与周边其他部落不同的外观、举止和习俗”等原因而开始受到关注。人类学家和语言学家对托达文化的研究表明，他们对于社会人类学和民族音乐学非常重要。
在传统上，托达人的定居点通常由三个到七个半个水桶状的小茅屋组成，并将整个山坡划为牧场，用乳制品与居住在尼尔吉里地区的其他邻居之间进行贸易。在宗教信仰上，托达人崇拜水牛，因此在任命农业祭司等仪式上，有乳制品的相关表演，在宗教仪式和葬礼上，会有歌颂水牛的相关歌曲。同时，兄弟一妻多夫制也在托达人的传统社会中，非常盛行，然而现在此风俗已被广泛放弃。在20世纪最后的二十五年里，由于受到外界干扰，一部分托达人失去了他们的牧场，或者被泰米尔纳德邦植树造林。  托达人居住地现属于尼尔吉里生物圈保护区的一部分，该保护区被联合国教育科学文化组织列入人与生物圈计划，并被联合国教育科学文化组织世界遗产委员会评为世界遗产。

## 人口
根据十年一次的印度人口普查结果显示，托达人的人口数量从19世纪下半叶到20世纪下半叶分别是：1871年（693人），1881年（675人），1891年（739人），1901年（807人），1911年（676人），1951年（879人），1961年（758人），1971年（812人）。有学者认为，托达人的人口通常维持在700人至800人左右，人口的变化通常由两个原因造成，一个原因是疫情灾害和之后的人口缓慢恢复（如1921年640人，1931年597人，1941年630人），另一个原因则是在进行人口普查时过量的重复统计（如1901年和1911年，1951年亦存在此可能）。关于人口统计的另一个不确定之处，则在于一些统计声明或未声明是否包括克里斯蒂安多达人。因此，700人至800人可能是比较贴近实际的数字，随着社会的发展，公共卫生的进步，人们曾经预测其人口增长率会得到提高，早期关于人口会下降的预测显得过于悲观，可能永远不会实现。

## 基因
有学者认为，托达人和科塔人拥有共同的基因，并以此将其与尼里格利丘陵的其他部落区别开来，同时，他们与希族塞人的基因非常相近。

## 社会文化

### 服饰
托达人的服饰是由单独的一块布组成，类似于苏格兰高地彩色格子式服饰。

### 经济
托达人唯一的工作就是牧牛和做乳制品。

### 婚姻
托达人曾经实行一妻多夫制，但现在已不再实行此婚姻制度。托达人的一妻多夫制是非常典型的一妻多夫制，一个女子嫁给一个男子后，那么此男子的所有兄弟或者一半的兄弟会共同享有这名女子。一妻多夫制的习俗在托达人中已经存在数百年之外，女子结婚时，她就会自动嫁给丈夫的兄弟。 1869年，肖特博士曾经如此描述托达人的一妻多夫制：“一个家庭中如果有四五个兄弟，那么其中一人长大结婚后，他的妻子就会把他的兄弟视为自己的丈夫，等他们长大成人后，便会依次与他们圆房。如果这名女子还有几个妹妹，那么她们如果到达结婚年龄，就会自动成为姐夫的妻子……不过，因为该部落女性非常稀少，更多的情况是一女同嫁数男，甚至最多的可以同时嫁给六名男子。”

### 住所
托达人的房子被称为“多格来斯”（英语：dogles）。

### 食物
托达人属于素食主义者，不吃肉类、能孵化的鸡蛋、鱼，但也有部分托达人可以吃鱼。他们的食物通常包括水牛奶、黄油、酸奶、奶酪和纯牛奶，而大米则属于主食，并经常与乳制品、咖喱同时吃。

## 宗教

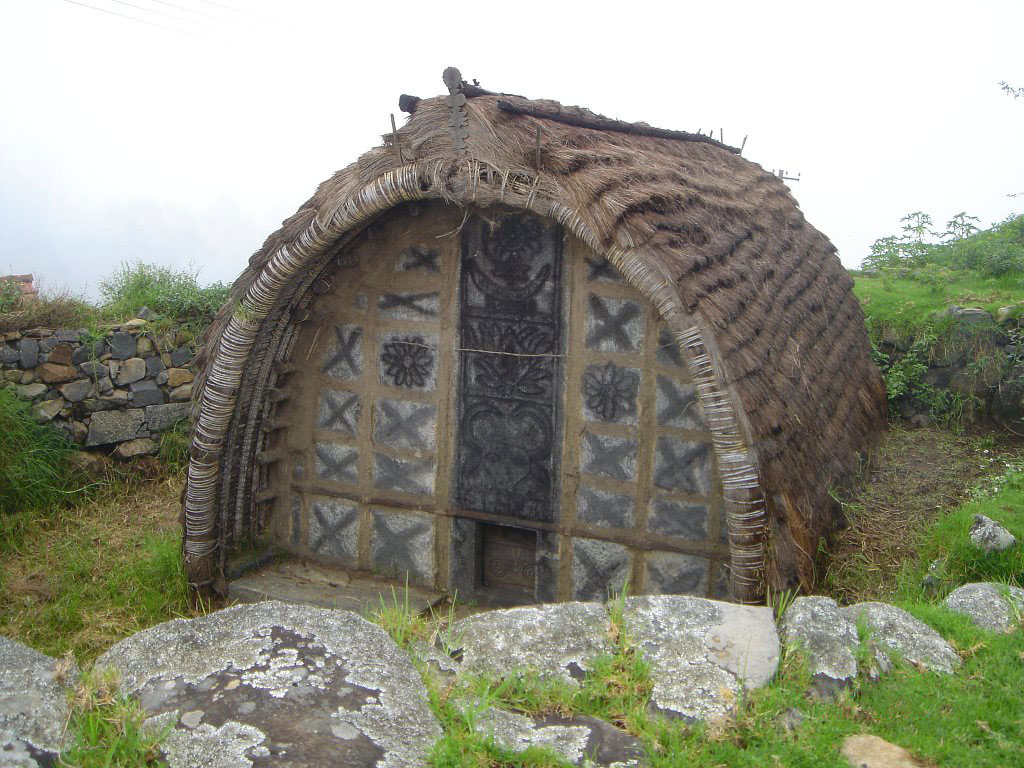
一座托达寺庙

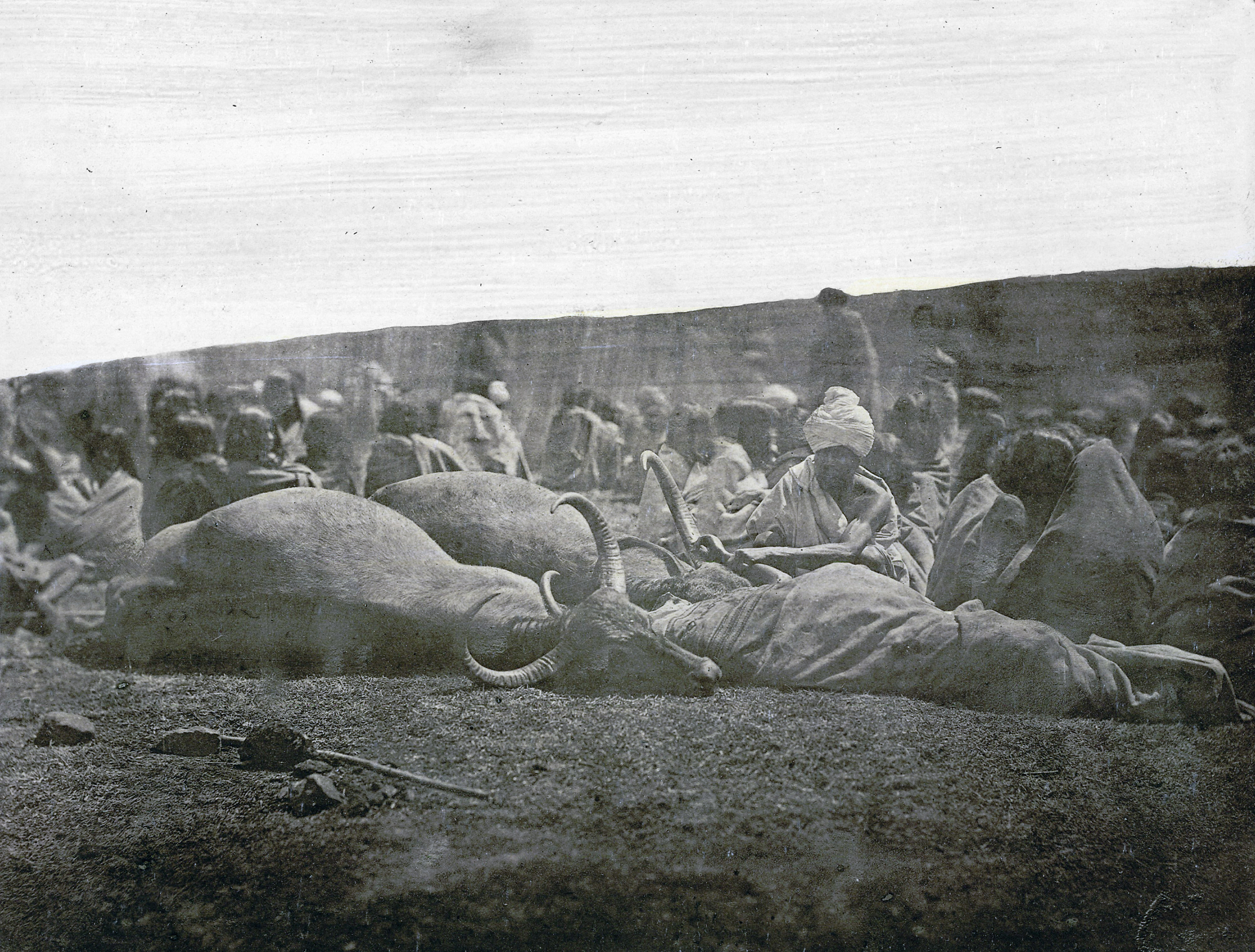
托达人绿色葬礼，1871年-1872年

根据当地的传说，女神忒基尔莎（英语：Teikirshy）和她的兄弟最早创造了神圣的水牛，之后又创造出最早的托达男子，而托达女子则是由托达男子的右侧肋骨所创造。按宗教规定，在渡过一条河流时，禁止从桥上走过，只能步行涉水或游泳通过。
托达寺庙建立在圆形凹处，并用石头垒成，外观与托达木屋非常相似。
在弗雷泽于1922年写成的《金枝》一说中，有以下记载：
在印度南部的托达人中，神圣的挤奶工担任着神圣奶场的僧侣，在其任职期间，必须要遵从让人感觉厌烦的复杂的限制，如：只能住在神圣奶场而不能回家，不能访问任何凡人的村庄，必须保持独身状态，哪怕已经结婚了，也必须要与妻子分开，任何凡人均不得接触这名僧侣和他的神圣奶场，否则，就会亵渎了他的权威，他将不能再担任神圣奶场的僧侣。一般的凡人通常只有在星期一和星期四才能接近他，其他时候，如果有事情需要找这名僧侣，那么必须站在远处（有人说要站在250米以外的地方）向他喊话。另外，僧侣在职期间，也不能理发、修剪头发，不能从桥上过河，只能步行涉水或游泳通过，如果他的部落中有人死去，他也不能参加任何葬礼，除非他肯辞去神圣奶场的僧侣这一神圣职位。事实上，在过去的时候，只要部落内有人死去，那么他就必须辞去该神职。然而，上面的这些复杂的禁制，只是适用于最高级别的神圣挤奶工。

## 语言
托达语属于达罗毗荼语系，结构畸变较大，发音等比较复杂。现在的共识是，托达语（及其附近的科塔语）均属于达罗毗荼语系在印度南部的一个分支，其分离于达罗毗荼语系的时间，晚于卡纳达语和泰卢固语，而早于马拉雅拉姆语。在现代语言学研究中，托达语有着其他达罗毗荼语系所没有的大量的语法和时态结构。

## 住宅与生活方式

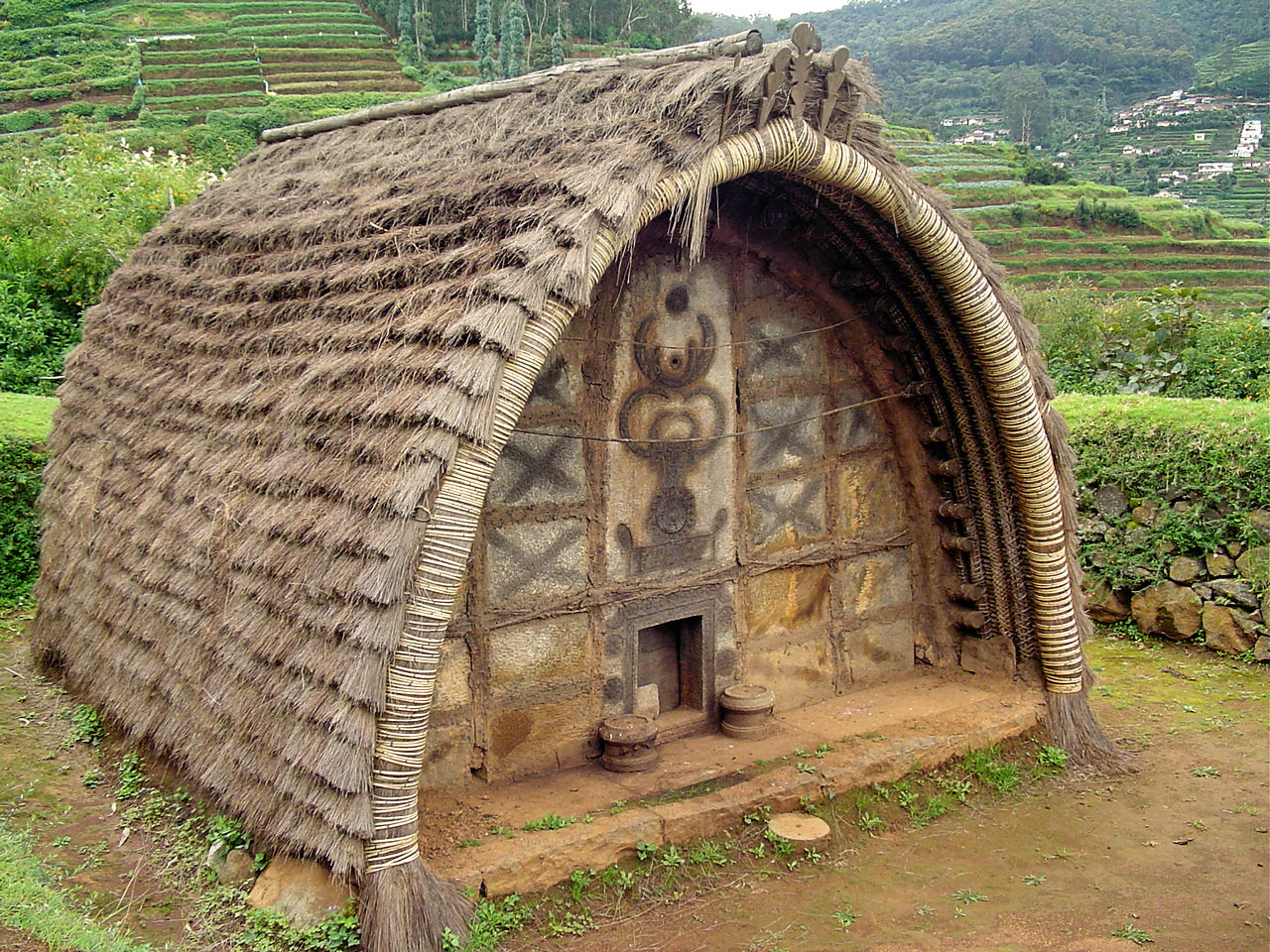
托达人居住的小屋，注意其中前面部分的装饰和极小的门口

托达人住在非常小的村落里，并将其命名为“蒙德斯”（英语：munds）。托达人的木屋是椭圆形的，通常有3米高，5.5米长，2.7米宽，建造方式则用藤条和竹子固定住茅草，并且每一间木屋，而前墙和后墙则是用石头（通常为花岗岩）建成。木屋的门口非常小，只有0.9米宽，0.9米高，之所以将门口建造的如此小，通常认为是为了防止野生动物的进入。在木屋的前墙，会用岩石壁画等艺术形式来装饰，拱形的顶部则主要用较粗的竹杆来支撑，用平行的细竹杆彼此捆绑来维持框架，顶部的其他部分则是由茅草构成。
托达人的生活方式在现代文明的影响下，已经发生了很多变化：过去托达人只有从事牧业，而现在却开始从事农业和其他职业；过去托达人属于素食主义，但现在部分托达人开始吃非素食的食物；现在的许多托达人也放弃了过去一直居住的小木屋，而改建混凝土建筑。 现在在当地有致力于打造传统的半桶状木屋的运动，在过去的十年里，已经建成了40座木屋，并且许多神圣牧场也被重新装修。

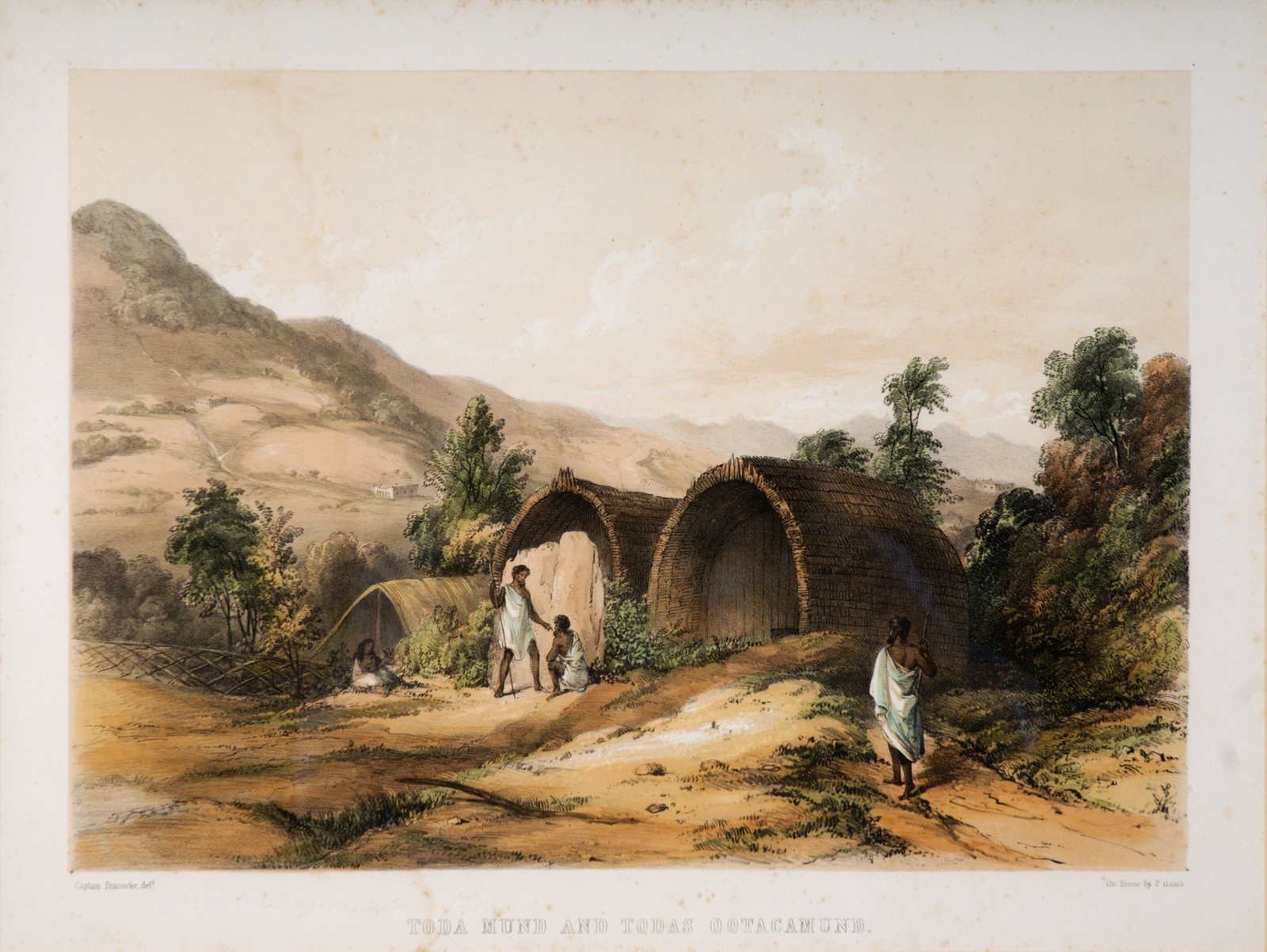
托达“蒙德斯”，绘于1839年

## 扩展阅读
- The Society for Ecological Restoration and Indigenous Peoples' Restoration Network. EIT PROJECT SHOWCASE: The Edhkwehlynawd Botanical Refuge (EBR)
- India Environmental Trust.  2005.Supported Projects: Edhkwehlynawd Botanical Refuge (EBR) - Reforestation in a Tribal Area
- National Committee for the Netherlands for the International Union for the Conservation of Nature (IUCN-NL). 2006.  Funded Projects:,India: Nilgiri Hills, NGO (EBR), 8 Hectares.
- Ooty.com - Todas （页面存档备份，存于） — A short introduction to the Todas.
- Toasting the Todas （页面存档备份，存于） — 2008. Travelogue with pictures of ceremonies.
- Frontlineonnet.com - Todas — The Truth about the Todas.
- Ethnologue: Toda, A language of India （页面存档备份，存于）